# The Man Who Wouldn't Talk (1959)
The Man Who Wouldn't Talk é um filme de drama britânico de 1959 dirigido por Herbert Wilcox.